# 内镇
内镇（義大利語：Ne），是意大利热那亚省的一个市镇。总面积64.1平方公里，人口2389人，人口密度37.3人/平方公里（2009年）。ISTAT代码为010040。